# Bathylaimus longisetosus
Bathylaimus longisetosus är en rundmaskart som först beskrevs av Allgen 1929.  Bathylaimus longisetosus ingår i släktet Bathylaimus och familjen Tripyloididae. Arten är reproducerande i Sverige. Inga underarter finns listade i Catalogue of Life.